# Sławików
Sławików (Duits: Slawikau) is een dorp in het Poolse woiwodschap Silezië, in het district Raciborski. De plaats maakt deel uit van de gemeente Rudnik en telt 432 inwoners.